# Dallas Cowboys 1999
La stagione 1999 dei Dallas Cowboys è stata la 40ª della franchigia nella National Football League. Fu l'ultima stagione di Michael Irvin con la squadra, che un infortunio subito contro i Philadelphia Eagles nella settimana 5 costrinse al ritiro.

## Calendario

### Stagione regolare
| Turno | Data               | TV Ora             | Avversario              | Risultato          | Pubblico |
| ----- | ------------------ | ------------------ | ----------------------- | ------------------ | -------- |
| 1     | 12/9/1999          | FOX 1:00 et        | at Washington Redskins  | V 41–35            | 79,237   |
| 2     | 20/9/1999          | ABC 9:00 et        | Atlanta Falcons         | V 24–7             | 63,663   |
| 3     | Settimana di pausa | Settimana di pausa | Settimana di pausa      | Settimana di pausa |          |
| 4     | 3/10/1999          | FOX 1:00 et        | Arizona Cardinals       | V 35–7             | 64,169   |
| 5     | 10/10/1999         | FOX 1:00 et        | at Philadelphia Eagles  | S 13–10            | 66,669   |
| 6     | 18/10/1999         | ABC 9:00 et        | at New York Giants      | S 13–10            | 78,204   |
| 7     | 24/10/1999         | FOX 1:00 et        | Washington Redskins     | V 38–20            | 64,377   |
| 8     | 31/10/1999         | FOX 4:00 et        | at Indianapolis Colts   | S 34–24            | 56,860   |
| 9     | 8/11/1999          | ABC 9:00 et        | at Minnesota Vikings    | S 27–17            | 64,111   |
| 10    | 14/11/1999         | FOX 4:00 et        | Green Bay Packers       | V 27–13            | 64,634   |
| 11    | 21/11/1999         | FOX 4:00 et        | at Arizona Cardinals    | S 13–9             | 72,015   |
| 12    | 25/11/1999         | CBS 4:00 et        | Miami Dolphins          | V 20–0             | 64,328   |
| 13    | 5/12/1999          | ESPN 8:30 et       | at New England Patriots | S 13–6             | 58,444   |
| 14    | 12/12/1999         | FOX 1:00 et        | Philadelphia Eagles     | V 20–10            | 64,086   |
| 15    | 19/12/1999         | CBS 4:00 et        | New York Jets           | S 22–21            | 64,271   |
| 16    | 24/12/1999         | FOX 4:00 et        | at New Orleans Saints   | S 31–24            | 47,835   |
| 17    | 2/1/2000           | FOX 4:00 et        | New York Giants         | V 26–18            | 63,767   |

### Playoff
| Turno     | Ora       | Avversario        | Risultato | Risultato | Stadio                       | TV  |
| Turno     | Ora       | Avversario        | Punteggio | Record    | Stadio                       | TV  |
| --------- | --------- | ----------------- | --------- | --------- | ---------------------------- | --- |
| Wild card | 12.30 EST | Minnesota Vikings | S 10-27   | 8-9       | Hubert H. Humphrey Metrodome | FOX |